# Göteborgs stifts riksdagsmän i prästeståndet
Följande personer företrädde Göteborgs stift i prästeståndet vid Sveriges ståndsriksdag. Listan är komplett för ståndsriksdagarna 1809–1866 men inkluderar inte tidigare riksdagar.
Enligt 1810 års riksdagsordning var biskopen i varje stift självskriven ledamot i prästeståndet. Göteborgs stift skulle bland sina kyrkoherdar utse tre ledamöter, och komministrarna i stiftet hade möjlighet att inom sig utse ytterligare en ledamot.

### Riksdagen 1809–1810
- Biskop Johan Wingård (frånvarande)
- Lars Rhodin
- Sven Tranchell
- Sven Johan Ödman

### Urtima riksdagen 1810
- Biskop Johan Wingård (frånvarande)
- Magnus Bothén
- Christen Linderot
- Johan Christoffer Osterman

### Urtima riksdagen 1812
- Biskop Johan Wingård (frånvarande)
- Johan Ulric Blomdahl
- Gustaf Lorentz Sivertsson
- Olof Å:son Öhrwall

### Urtima riksdagen 1815
- Biskop Johan Wingård (frånvarande)
- Anders Peter Aurelius
- Johan Ulric Blomdahl
- Christen Linderot

### Urtima riksdagen 1817–1818
- Biskop Johan Wingård (frånvarande; död 12/1 1818)
  - Biskop Carl Fredrik af Wingård (från 13/7 1818)
- Johan Christoffer Osterman
- Casten Rabe
- Olof Å:son Öhrwall

### Riksdagen 1823
- Biskop Carl Fredrik af Wingård
- Sven Peter Bexell
- Carl Johan Grevillius
- Christen Linderot

### Riksdagen 1828–1830
- Biskop Carl Fredrik af Wingård
- Sven Peter Bexell
- Carl Johan Grevillius
- Gustaf Lorentz Sivertsson

### Urtima riksdagen 1834–1835
- Biskop Carl Fredrik af Wingård
- Sven Peter Bexell
- Carl Johan Grevillius
- Sven Hylander

### Riksdagen 1840–1841
- Biskop Anders Bruhn (från 25/7 1840)[3]
- Sven Peter Bexell
- Justus Osterman
- Carl Adolf Thudén

### Urtima riksdagen 1844–1845
- Biskop Anders Bruhn
- Sven Peter Bexell
- Justus Osterman
- Carl Adolf Thudén

### Riksdagen 1847–1848
- Biskop Anders Bruhn
- Karl Erik Lindberg (från 12/1 1848)[4]
- Justus Osterman
- Anders Peter Tranéus

### Riksdagen 1850–1851
- Biskop Anders Bruhn (frånvarande)
- Sven Peter Broberg
- Karl Erik Lindberg
- Samuel Lorentz Ljungdahl

### Riksdagen 1853–1854
- Biskop Anders Bruhn (frånvarande)
- Karl Erik Lindberg
- Johan Henrik Thomander
- Anders Peter Tranéus

### Riksdagen 1856–1858
- Biskop Gustaf Daniel Björck
- Samuel Lorentz Ljungdahl
- Gustaf Ljunggren
- Lars Niklas Mellquist

### Riksdagen 1859–1860
- Biskop Gustaf Daniel Björck
- Karl Erik Lindberg
- Samuel Lorentz Ljungdahl (till 1/5 1860)[5]
  - Justus Osterman (från 12/5 1860)
- Gustaf Ljunggren

### Riksdagen 1862–1863
- Biskop Gustaf Daniel Björck
- Gustaf Ljunggren
- Lars Niklas Mellquist
- Oskar Erhard Rabe

### Riksdagen 1865–1866
- Biskop Gustaf Daniel Björck
- Claes Sven Lindskog
- Gustaf Ljunggren
- Oskar Erhard Rabe